# Св. св. Петър и Павел (Крива Фея)
Вижте пояснителната страница за други значения на Свети апостоли Петър и Павел.
„Св. св. Петър и Павел“ (на сръбски: Храм св. апостола Петра и Павла) е православна църква във вранското село Крива Фея, югоизточната част на Сърбия. Част е от Вранската епархия на Сръбската православна църква.

## История
Църквата е гробищен храм, разхоложен северно от селото. Издигната е в 1897 година с дарения на селяните от Крива Фея.
В архитектурно отношение е еднокорабна с полукръгла апсида на изток и екзонартекс, отворен трем на запад, над който има женска църква. До височината на галерията градежът е от камък, а нагоре от дърво и кал. Подът е каменен. В средата на наоса има малък проскинитарий с целувателни икони. Отстрани на проскинитария има два железни свещника. На 12 m от храма има камбанария, иззидана и измазана в 1996 година на мястото на стара дървена.
В църквата има богородичен трон в северната част на предолтарното пространство и владишки трон в южната.
Иконостасът има 25 икони, и отделно още 7 преносими икони. Иконостасът е изписан от дебърските майстори Вено Костов и Теофан Буджароски.